# كورتيس بورو
كورتيس بورو (بالإنجليزية: Curtis Burrow)‏ هو لاعب كرة قدم أمريكية أمريكي، ولد في 12 ديسمبر 1962.